# Ferrihidrita

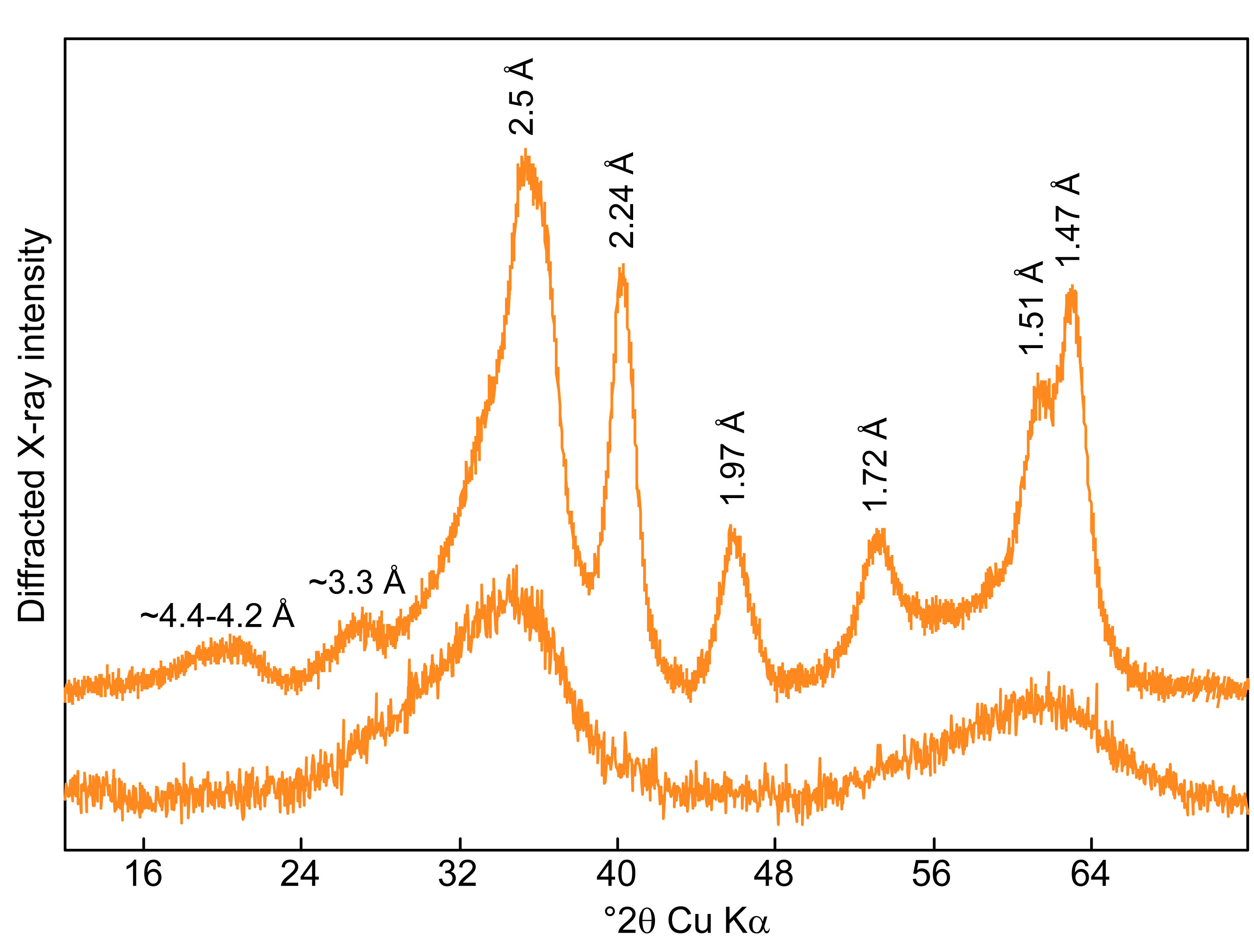
Patrons de difracció amb raigs X de ferridita de sis línies (dalt) i de dues liníes (sota). Cu Kα radiació.

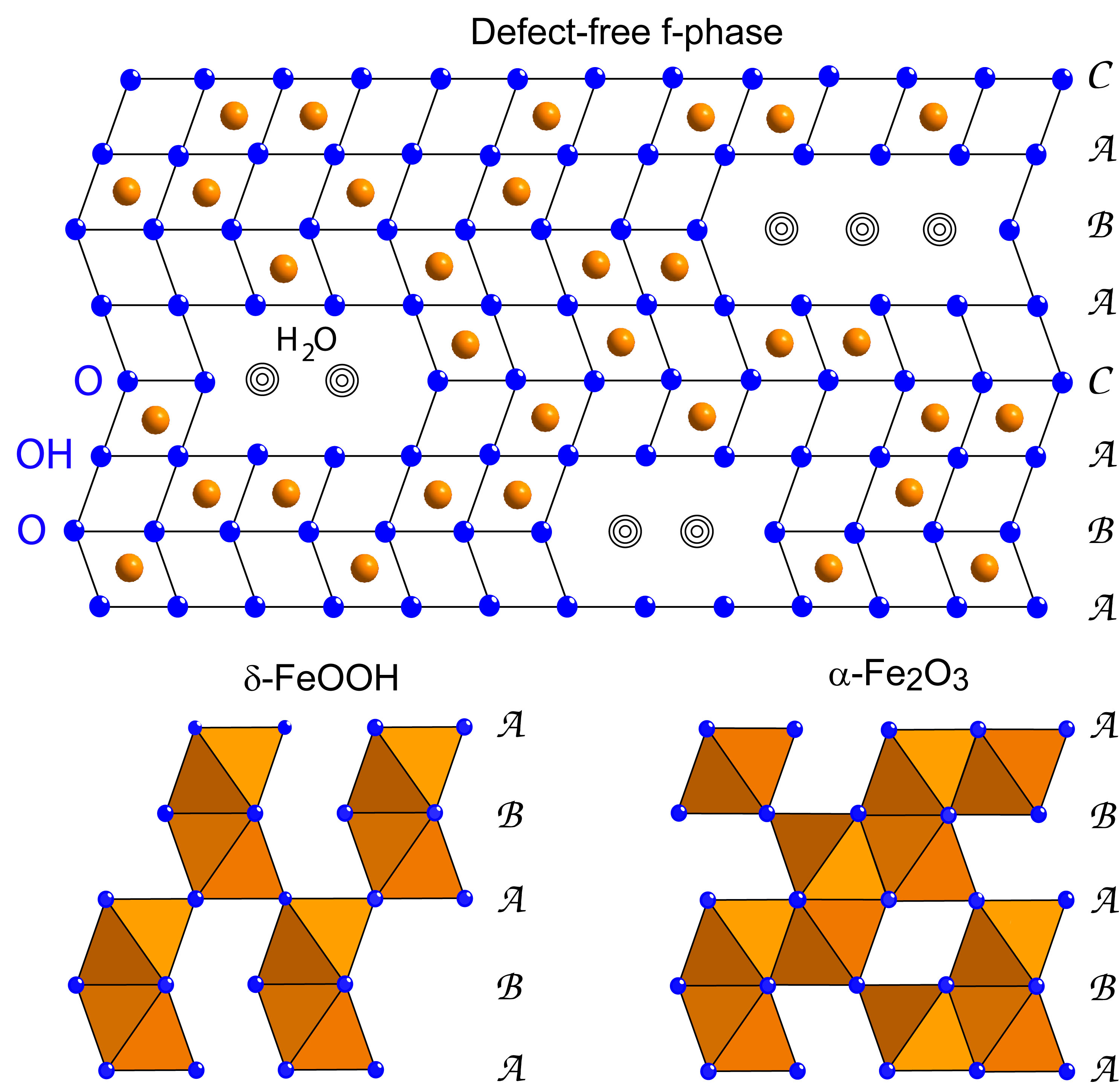
Estructura de la ferridita segons Drits et al.. (1993). A dalt és la f-fase dominant.

La ferrihidrita (Fh) és un mineral fèrric molt estès en la superfície de la Terra, i probablement un constituent en materials extraterrestres. Forma part del grup de la nolanita. Es forma en diferents tipus d'ambients, des de l'aigua dolça als sistemes marins, aqüífers fonts calentes hidrotèrmiques, sòls, i zones afectades per la mineria. Pot precipitar directament de solucions riques en ferro oxigenades, o per bacteris ja sia com a resultat de l'activitat metabòlica o absorció passiva de ferro dissolt seguit de reaccions de nucleació. La ferriidrita també ocorre en el nucli de la proteïna ferritina de molts organismes vius, per a l'emmagatzematge intracel·lular de l'ió ferro.

## Estructura
La ferrihdrita només existeix con nanomaterial de gra fi. Per la naturalesa nanoparticluata de la ferridrita la seva estructura encara està subjecta a controvèrsia.
Segons la classificació de Nickel-Strunz, la ferrihidrita pertany a «04.FE - Hidròxids (sense V o U) amb OH, sense H2O; làmines d'octaedres que comparetixen angles» juntament amb els següents minerals: amakinita, brucita, portlandita, pirocroïta, theofrastita, bayerita, doyleïta, gibbsita, nordstrandita, boehmita, lepidocrocita, grimaldiita, heterogenita, feitknechtita, litioforita, quenselita, feroxyhyta, vernadita i quetzalcoatlita.

## Porositat i potencial absorbent
Per la petita mida dels seus nanocristalls individuals, Fh és nanoporós amb àrees superficials de centenars de metres quadrats per gram. A més té alta densitat amb gran capacitat d'adsorció d'espècies químiques incloent arsènic, plom, fosfat i molècules orgàniques és a dir, àcid húmic i àcid fúlvic. Les seves propietats fan que tingui un ús extensiu en la indústria i les instal·lacions de purificació de l'aigua. A Hiroshima es fa servir per produir l'aigua que consumeix la ciutat. La seva nanoporositat i alta afinitat amb l'or es pot usar per elaborar partícules de mida nana d'or per l'oxidació catalítica de CO a temperatures sota 0 °C.